# Ratpenat de doble serrell
El ratpenat de doble serrell (Myotis escalerai) és un ratpenat europeu del gènere Myotis que viu a Espanya (incloent-hi les Illes Balears), Portugal i el sud de França. L'espècie fou descrita per primera vegada el 1904 com a subespècie del ratpenat de Natterer (M. nattereri), però estudis moleculars publicats el 2006 demostraren que es tractava d'una espècie diferent. El parent més proper del ratpenat de doble serrell és una espècie encara no descrita del Marroc. A diferència del ratpenat de Natterer, que viu en petits grups als forats dels arbres, M. escalerai forma grans colònies en coves. Les femelles comencen a reunir-se en colònies de maternitat cap a la fi de la primavera i pareixen durant l'estiu. El ratpenat de doble serrell passa l'hivern en colònies d'hibernació, normalment a dins de coves o soterranis.
Es tracta d'un ratpenat de mida mitjana i majoritàriament grisenc, però amb la regió ventral més clara. Té el musell puntat, la cara rosa i les orelles llargues. Les seves ales grans en fan un volador àgil. Té una envergadura d'entre 245 i 300 mm i pesa entre 5 i 9,5 g. Tot i que s'assembla molt al ratpenat de Natterer, se'n diferencia per alguns trets de la membrana caudal. El ratpenat de doble serrell és considerat una espècie «vulnerable» o amb «dades insuficients» a diverses parts de la seva distribució.

## Taxonomia
Ángel Cabrera descrigué el ratpenat de doble serrell el 1904 a partir de quatre espècimens provinents de dues localitats de l'est d'Espanya. Elegí el nom específic escalerai en honor de l'entomòleg espanyol Manuel Martínez de la Escalera, que recollí dos espècimens d'aquesta espècie a Bellver (Catalunya). Com que Cabrera no designà cap de les dues localitats (Bellver i el municipi valencià de Foios) com a localitat tipus, els científics posteriors han citat les dues. Actualment es considera que Foios és la localitat tipus per ser la primera que fou mencionada per Cabrera. Cabrera apuntà que el ratpenat de doble serrell era un parent proper del ratpenat de Natterer (M. nattereri) i el 1912 Gerrit S. Miller es referí a M. escalerai com a sinònim d'aquesta espècie. Adduí que un dels caràcters que Cabrera havia proposat per distingir-los era degut a una alteració produïda durant la preparació dels espècimens de ratpenat de doble serrell en alcohol. La classificació de Miller prevalgué gairebé durant un segle i, de fet, el mateix Cabrera assumí el 1914 que M. escalerai no era una espècie vàlida.
Tanmateix, un estudi del 2006 de Carlos Ibáñez i col·laboradors descobriren que M. nattereri contenia en realitat diverses espècies críptiques amb seqüències d'ADN molt diferents, encara que amb diferències morfològiques petites o inexistents. Una d'elles, trobada al sud de la península Ibèrica, fou identificada com a M. escalerai. Les poblacions de les muntanyes del nord d'Espanya representen una altra espècie («Myotis sp. A»), que ara també es coneix als Alps. Un estudi del 2009 basat en els gens mitocondrials citocrom b i ND1 revelà que el parent més proper de M. escalerai és una espècie encara no anomenada del Marroc anteriorment inclosa a M. nattereri («Myotis sp. B»), i que té una relació més llunyana amb altres membres del grup Myotis nattereri. Es calcula que M. escalerai i l'espècie marroquina divergiren fa aproximadament 2 milions d'anys. Uns mesos més tard, es trobà el primer exemplar de M. escalerai a França. Un estudi del 2011 descobrí una cinquena presumpta espècie dins del complex («Myotis sp. C»), que viuria a la península Itàlica i tindria M. sp. A com a parent més proper, però un altre estudi publicat el mateix any inclogué aquestes poblacions a M. sp. A. Aquest últim estudi, d'I. Salicini i col·laboradors, feu servir seqüències de sis gens nuclears per confirmar que M. escalerai és una espècie a part i que té una relació propera amb M. sp. B.

## Descripció
El ratpenat de doble serrell és un ratpenat gris de mida mitjana similar al ratpenat de Natterer. Té el pelatge llarg i suau, amb el dors marronós i el ventre tirant a blanc. Els peus són de color gris fosc. Gran part de la cara és rosa, mentre que el musell és puntat i presenta pèls llargs al llavi superior que semblen un bigoti. Les orelles són llargues i el seu color oscil·la entre marró i gris. El trague, una projecció de la vora interior de l'orella, és prou llarg per arribar al mig de l'orella, és de color gris a groc i es va fent fosc a mesura que s'allunya de la base. Alguns científics creuen que es diferencia del ratpenat de Natterer per la presència d'un serrell a la membrana caudal,, però A. M. Hutson, especialista en ratpenats, sosté que aquesta característica no serveix per distingir les dues espècies. A més a més, la presència d'un esperó en forma de «S» a l'uropatagi, que s'acosta al mig de la membrana, és un tret distintiu d'aquesta espècie. El seu vol baix, les seves ales grans i la rapidesa amb la qual les bat fan que es pugui moure per l'aire de manera precisa i àgil.
Té una llargada corporal de 42-50 cm, sense comptar la cua, que mesura 38-47 mm. Els avantbraços fan 35-43 mm, les orelles 14-18 mm i l'envergadura 245-300 mm. Pesa 5-9,5 g.

## Distribució i ecologia
La distribució del ratpenat de doble serrell no s'ha determinat amb certesa i podria ser més gran del que es creu actualment. Té una gran presència a Espanya i Portugal. Per exemple, viu en molts llocs, tot i que de manera localitzada, a l'Aragó, on Myotis sp. A (l'única altra espècie aragonesa del complex M. nattereri) és conegut en una sola localitat. De manera similar, el ratpenat de doble serrell té una àmplia distribució a Catalunya, on se'l troba des del nivell del mar fins a altituds de 1.500 m. Aquesta espècie també és present a Mallorca, Menorca i Eivissa. A França, només se l'ha trobat en una cova de Valmanya (Rosselló).
No se sap gaire cosa sobre la biologia del ratpenat de doble serrell. A l'abril o el maig, les femelles comencen a formar colònies reproductives petites o algunes de més que poden contenir mascles. La majoria de mascles romanen sols durant aquest període, però alguns també formen colònies. Al mes de juny o juliol neix una sola cria per ventrada, que esdevé independent al cap de sis setmanes. L'aparellament se sol produir a la tardor, però a vegades té lloc a l'hivern. La formació de grans colònies reproductives dins de coves, que es poden compondre de centenars d'individus, és un factor que distingeix el ratpenat de doble serrell del ratpenat de Natterer i Myotis sp. A, que viuen dins de forats dels troncs en grups més petits. S'han trobat colònies a l'Aragó amb entre 50 i 880 exemplars, mentre que se sap que les colònies catalanes en contenen més de cent. Les colònies reproductives poden trobar-se a una gran varietat d'estructures, incloent-hi coves, mines, forats dels troncs i estructures artificials, com ara ponts i cases. Tanmateix, les colònies d'hibernació requereixen temperatures constants d'entre 0 i 5 °C i sovint es troben en coves o soterranis. Es considera que el ratpenat de doble serrell és una espècie sedentària que rarament es desplaça a grans distàncies, tot i que sí que es mou d'una colònia a l'altra.. Se n'ha trobat un exemplar espanyol amb la ràbia.

## Estat de conservació
La Llista Vermella de la UICN no diferencia el ratpenat de doble serrell del ratpenat de Natterer, que hi apareix com a espècie de «risc mínim», però les dues espècies apareixen per separat a l'Annex de l'Acord per a la Conservació de les Poblacions de Ratpenats Europeus. Portugal classifica el ratpenat de doble serrell com a espècie «vulnerable», tot observant que les seves poblacions podrien estar creixent. La seva limitació a les coves fa que es consideri vulnerable a l'Aragó. A Catalunya, l'espècie sembla tolerar diferents hàbitats i la pertorbació humana, però se'l categoritza com a espècie «sense dades suficients». A França, on no se'n descobrí cap exemplar fins al 2009, també és classificat com a espècie «sense dades suficients».